# Dendrocoptes
Dendrocoptes és un gènere d'ocells de la família dels pícids (Picidae), coneguts com a picots, originari d'Euràsia.

## Taxonomia
El gènere Dendrocoptes va ser erigit pels ornitòlegs alemanys Jean Cabanis i Ferdinand Heine el 1863 amb el picot garser mitjà (Dendrocoptes medius) com a espècie tipus. El nom combina la paraula del grec antic «dendron» que significa “arbre” i «koptō» que significa “colpejar”.
Una anàlisi filogenètica molecular de 2015 de les seqüències d’ADN nuclear i mitocondrial de picots va trobar que el gènere dendrocopos era polifilètic. Com a part de la reorganització per crear gèneres monofilètics, es va traslladar tres espècies de dendrocopos al gènere ressuscitat Dendrocoptes. El Comitè Taxonòmic de la Unió d’Onitòlegs Britànics va recomanar un acord alternatiu en què els gèneres dendrocoptes i Leiopicus es combinessin en un de més gran, Dendropicos. El picot garser de Maratha (Leiopicus mahrattensis) està estretament relacionat amb les espècies d’aquest gènere.
Principalment, segons el Congrés Ornitològic Internacional, la Llista Clements dels ocells del món i l'ITIS, aquest gènere conté tres espècies: 
- Picot garser d'Aràbia (Dendrocoptes dorae).
- Picot garser frontdaurat (Dendrocoptes auriceps).
- Picot garser mitjà (Dendrocoptes medius).

El Manual dels ocells del món i Birdlife International inclou el picot garser d'Aràbia en el gènere Dendropicos (Dendropicos dorae) i els dos últims en el gènere Leiopicus (L. auriceps i L. medius).